# Мармироло
Мармироло (итал. Marmirolo) — коммуна в Италии, располагается в регионе Ломбардия, подчиняется административному центру Мантуя.
Население составляет 7380 человек (на 2004 г.), плотность населения составляет 172 чел./км². Занимает площадь 42 км². Почтовый индекс — 46045. Телефонный код — 0376.
Покровителем коммуны почитается святой Себастьян, празднование 20 января.

## Города-побратимы
- Масса-Ломбарда, Италия